# Division 2 i fotboll för herrar (1928–1986)
Division II var Sveriges näst högsta nivå i fotboll för herrar (1928–1986). Serien bildades inför säsongen 1928/29. Mellan 1986 och 1987 blev det en förändring i det svenska seriesystemet, och denna liga bytte namn till Division I. För fortsättningen av ligan efter namnbytet, se Division 1 i fotboll för herrar (1987-1999).

## Historik
Om den efterföljande Division 1 och Superettan ses som fortsättningar på denna liga, vilket det går att göra, så har divisionen en snart 100-årig historia.

### Föregångare och bildande
Redan innan Allsvenskan startade hade den föregåtts av Svenska Serien, som under 1920-talet hade börjat med nedflyttning för de sämst placerade lagen till andra serier. Samma andranivå-serier utgjorde även andra nivå i seriesystemet åren efter att Allsvenskan bildats, och fyra av de fem serierna hade uppflyttning till Allsvenskan.
Dessa föregångare till Division II var under åren 1924/25–1927/1928 följande fem serier: Uppsvenska, Mellansvenska, Östsvenska, Västsvenska och Sydsvenska Serien. Uppsvenskan var egentligen en nybildad serie, trots att namnet hade förekommit tidigare, och bestod sedan östsvenskan bildades 1923 av lag från norra Uppland, Dalarna och Gästrikland. Serien var undantagen uppflyttning till Allsvenskan. Segraren i övriga fyra serier mötte varandra i kval om två platser i Allsvenskan. Kvalen spelades i dubbelmöte, med hemma- och bortamatch.
Dessa serier hade också nedflyttning, men det fanns ingen organiserad nationell tredjenivå i svensk fotboll.
Serierna kallades aldrig Division II, och hade en egen historia utan att vara kopplade till Svenska serien. Mellansvenska serien bildades 1911, Västsvenska serien samma år, fast seriespelet kom inte igång förrän våren 1912, och den första Uppsvenska serien 1912. Precis som Svenska Serien hade dessa tidiga serier varken några ner- eller uppflyttningar i modern mening. För att ett lag skulle få delta bedömdes bland annat om de hade rätt ekonomiska förutsättningar.
I nutida publikationer kan men emellanåt se dessa serier under Allsvenskans tidiga år kallas för inofficiella Division 2. Det var dock klara regler för uppflyttning till Allsvenskan redan från 1924/25, och dåvarande förbundsordförande Anton Johansson beskrev förloppet cirka femton år senare som att "Säsongen 1924—25 utökades serien till 12 lag, varjämte den sammankopplades med fyra underdivisioner, av vilkas vinnare årligen två skulle uppflyttas i Allsvenska serien, som tävlingen från och med denna säsong officiellt hette. Detta system tillämpas ännu, ehuru numera kompletterat med div. III, div. IV etc."
Vinnare:
| Säsong    | Uppsvenskan   | Mellansvenskan    | Östsvenskan        | Västsvenskan      | Sydsvenskan         | Uppflyttning till |
| --------- | ------------- | ----------------- | ------------------ | ----------------- | ------------------- | ----------------- |
| 1920/1921 | IK Sirius     | IK Sleipner (U)   |                    | Fässbergs IF      | Malmö FF (U)        | Svenska Serien    |
| 1922/1923 | Stockholms BK | Västerås IK       |                    | Fässbergs IF      | Landskrona BoIS (U) | Svenska Serien    |
| 1923/1924 | Brynäs IF     | Västerås IK (U)   | IK Sirius          | Fässbergs IF      | Varbergs GIF        | Svenska Serien    |
| 1924/1925 | Brynäs IF     | IK City (U)       | Westermalms IF     | IFK Uddevalla (U) | IS Halmia           | Allsvenskan       |
| 1925/1926 | Sandvikens IF | Örebro SK         | Westermalms IF (U) | IF Elfsborg (U)   | Halmstads BK        | Allsvenskan       |
| 1926/1927 | Brynäs IF     | IK City           | Djurgårdens IF (U) | Skara IF          | Stattena IF (U)     | Allsvenskan       |
| 1927/1928 | Sandvikens IF | Hallstahammars SK | Westermalms IF (U) | Redbergslids IK   | IFK Malmö (U)       | Allsvenskan       |

(U) = Uppflyttade
Grå bakgrund anger att serien antingen inte spelades, eller inte gav rätt till kvalificeringsmatcher för Allsvenskan/Svenska serien

#### Bildandet och dess effekter
Säsongen 1927/28 blev kvalificerande för den nya Division II. Totalt kvalificerade sig  tjugo lag till den nyinrättade divisionen: Två lag degraderades från Allsvenskan (Djurgårdens IF, Stattena IF), två av de fyra seriesegrarna som förlorade kvalmatcherna till Allsvenskan (Hallstahammars SK, Redbergslid IK), de två bäst placerade lagen i Uppsvenskan (Sandvikens IF, Gefle IF), lag 2–4 i Mellansvenska och Östsvenska serierna (6 lag), och lag 2–5 i Västsvenska och Sydsvenska serierna (8 lag)
Genom bildandet av Division II i två serier 1928/29 kom de tidigare serierna istället att utgöra stommen för den nya tredje, och till viss del fjärde, nivån i det svenska seriesystemet. Genom att Uppsvenskan blev en del av de kvalificerande serierna till Division II fick även lag från Dalarna, Gästrikland och Hälsingland möjlighet att delta i det nationella seriesystemet. Genom en uppdelning av Mellansvenskan, samt en nyskapad serie, fick den tredje nivån totalt åtta serier, där segrarna kvalspelade mot varandra om fyra platser i Division II:

- Uppsvenska serien Division I
- Nordvästra serien – Lag från Värmland och Örebro län som tidigare hade spelat i Mellansvenskan
- Mellansvenska serien – Nu framför allt Västmanland och Södermanland
- Östsvenska serien – Nu framför allt Stockholm och Uppland
- Mellansvenska serien södra – Lag från Östergötland och norra Småland som tidigare spelade, eller kunde ha spelat i, Mellansvenskan
- Västsvenska serien – Göteborg, Västergötland, Bohuslän och Dalsland
- Sydöstra serien – Nybildad serie med lag från Småland och Blekinge
- Sydsvenska serien – Skåne och Halland

Även fjärde nivån påverkades. Till exempel kom lag från distriktet Dalarna att få spela i de så kallade "nationella serierna" Uppsvenskas division I och Uppsvenskan division II B. Den sistnämnda serien bestod uteslutande av lag från Dalarna, och kom inför säsongen 1938/39 att döpas om till Dalarnas Elitserie.

### 1928/1929–1931/1932 – De första åren
Divisionen skapades med två serier som innehöll totalt tjugo lag, uppdelade på en norrgrupp samt en södergrupp. De två seriesegrarna gick direkt upp till Allsvenskan och ersattes av de två sämst placerade lagen i Allsvenskan. De två sämst placerade i varje grupp degraderades till underliggande nivå.
Till säsongen 1932/1933 utökades antalet serier, genom att bilda de två serierna Östra och Västra. Det blev då fyra serier med tio lag i vardera. Eftersom ytterligare två serier tillkom flyttades endast två lag ner från Division II 1931/1932, ett lag från varje serie, men 22 lag gick upp från Division III.
Inga lag norr om Gästrikland deltog under dessa säsonger.
Vinnare:
| Säsong    | Norra             | Södra           |
| --------- | ----------------- | --------------- |
| 1928/1929 | Sandvikens IF     | Stattena IF     |
| 1929/1930 | IFK Eskilstuna    | Redbergslids IK |
| 1930/1931 | Hallstahammars SK | Malmö FF        |
| 1931/1932 | Sandvikens IF     | IS Halmia       |

Alla vinnare blev uppflyttade.

### 1932/33–1946/47 – Första perioden med fyra serier
Under perioden 1932/33 till och med 1946/47 var följaktligen Division II indelad i fyra serier, med tio lag i varje: Norra, Östra, Västra och Södra. De två sämst placerade i varje serie degraderades till Division III. Segrande lag i varje serie spelade inbördes kval om två platser till Allsvenskan. De två sämst placerade lagen i Allsvenskan blev nedflyttade till Division II.
1946/47 var en övergångssäsong inför att Division II-serierna återigen skulle reduceras till två under nästkommande säsong. Fem lag från vardera serie blev nedflyttade. De som placerade sig sist i varje serie blev nedflyttade två divisioner.
Det var fortfarande inte några lag norr om Hälsingland med i Division II dessa säsonger. Lag från Medelpad kvalificerade sig dock till Division III, från och med GIF Sundsvalls deltagande 1937/38. Inget av dessa lag lyckades dock kvalificera sig för Division II, och när Ljusne AIK blev degraderade från Division II 1945/46 så blev de placerade i en norrlandsserie som annars inte ingick i seriesystemet.
Vinnare:
| Säsong    | Norra               | Östra                   | Västra              | Södra                   |
| --------- | ------------------- | ----------------------- | ------------------- | ----------------------- |
| 1932/1933 | Gefle IF (U)        | IFK Norrköping          | Krokslätts FF       | Halmstads BK (U)        |
| 1933/1934 | IK Brage            | IK Sleipner (U)         | Fässbergs IF        | Landskrona BoIS (U)     |
| 1934/1935 | IK Brage            | IFK Norrköping (U)      | Gårda BK (U)        | Malmö FF                |
| 1935/1936 | Hallstahammars SK   | Djurgårdens IF (U)      | Billingsfors IK     | Malmö FF (U)            |
| 1936/1937 | IK Brage (U)        | Hammarby IF             | Degerfors IF        | Hälsingborgs IF (U)     |
| 1937/1938 | Hammarby IF         | Hallstahammars SK (U)   | Degerfors IF (U)    | Malmö BI                |
| 1938/1939 | Hammarby IF (U)     | IFK Norrköping          | IFK Göteborg (U)    | Halmstads BK            |
| 1939/1940 | Reymersholms IK     | IFK Norrköping (U)      | Degerfors IF (U)    | IS Halmia               |
| 1940/1941 | Reymersholms IK (U) | IFK Eskilstuna          | Gais (U)            | Halmstads BK            |
| 1941/1942 | IK Brage            | IFK Eskilstuna (U)      | Lundby IF           | Halmstads BK (U)        |
| 1942/1943 | IK Brage (U)        | Finspångs AIK           | Örgryte IS          | IS Halmia (U)           |
| 1943/1944 | Ludvika FFI (U)     | IFK Eskilstuna          | Billingsfors IK     | Landskrona BoIS (U)     |
| 1944/1945 | Djurgårdens IF (U)  | Åtvidabergs FF          | Tidaholms GIF       | Jönköpings Södra IF (U) |
| 1945/1946 | Surahammars IF      | Örebro SK (U)           | Billingsfors IK (U) | Landskrona BoIS         |
| 1946/1947 | Ludvika FFI         | Jönköpings Södra IF (U) | Örgryte IS          | Halmstads BK (U)        |

(U) = Uppflyttade

### 1947/1948–1952/1953 – Åter till två serier
Division II 1947/48-1952/53 bestod alltså av två serier, denna gång benämnda Nordöstra och Sydvästra, med tio lag i vardera. Segrarna blev uppflyttade direkt till Allsvenskan, utan kval. Två lag från vardera serie blev nedflyttade till Division III.
Seriesystemet förändrades återigen inför säsongen 1953/54. De delar av Norrland, norr om Medelpad, som dittills inte hade haft rätt att delta i Division II skulle integreras i seriepyramiden. Detta löstes genom att utöka antal serier i till tre: Norrland, Svealand och Götaland, med 10 lag i de två förstnämnda, och 14 lag i Götalandsserien. Ned- och uppflyttningen kunde därför fungera som tidigare under 1952/53.
Vinnare:
| Säsong    | Nordöstra      | Sydvästra       |
| --------- | -------------- | --------------- |
| 1947/1948 | Örebro SK      | Landskrona BoIS |
| 1948/1949 | Djurgårdens IF | Kalmar FF       |
| 1949/1950 | Örebro SK      | Råå IF          |
| 1950/1951 | Åtvidabergs FF | IFK Göteborg    |
| 1951/1952 | AIK            | IFK Malmö       |
| 1952/1953 | Sandvikens IF  | Kalmar FF       |

Alla vinnare blev uppflyttade.

### 1953/1954–1954/1955 – Integrering av de sista norrlandsdistrikten
Systemet med tre serier varade bara i två säsonger. Hälften av de svenska klubbarna var från Götaland, men bara en femtedel var från Norrland. Det ansågs därför fel att de skulle ha lika många Division II-serier. Under de två år som systemet varade var dock seriesegrarna direktkvalificerade till Allsvenskan, så det var tre lag som flyttades upp från Division II dessa år.
Under det första året blev tre lag degraderade från vardera serie till Division III. Det andra året, när antalet lag skulle utökas från 1×14 till 2×10 i Götalandsserierna, så blev endast ett lag nedflyttat från Division II Svealand och Götaland, men tre lag från Division II Norrland.
Vinnare:
| Säsong    | Norrland       | Svealand    | Götaland     |
| --------- | -------------- | ----------- | ------------ |
| 1953/1954 | Sandvikens AIK | Hammarby IF | Halmstads BK |
| 1954/1955 | Sandvikens IF  | Västerås SK | Norrby IF    |

Alla vinnare blev uppflyttade.

### 1955/1956–1971 – Omläggning till vår/höst och utökning
Efter omläggningen hade alltså Division II fyra serier igen: Norrland, Svealand, Östra Götaland och Västra Götaland. Detta innebar att även kvalet till Allsvenskan kom tillbaka, och endast två lag blev uppflyttade. Kvalet spelades initialt parvis i dubbelmöten, som tidigare. Från och med säsongen 1960 spelades dock kvalet som ett gruppspel med tre omgångar mellan de fyra seriesegrarna, där lagen mötte varandra en gång var och den sista omgången förlades till neutral plan.
Det var tio lag per serie efter omläggningen. Säsongen 1956/57 utökades dock de tre sydliga serierna till tolv lag.  Norrland fortsatte att spela med tio lag i några år till, men till säsongen 1968 utökades även den serien till tolv lag.
Att antalet lag förändrades påverkade även hur många lag som blev nedflyttade. Normalt under perioden var dock att tre lag flyttades ner per serie, men variationer mellan ett och fyra lag förekom.
På Svenska Fotbollförbundets årsmöte 1957 beslutades att lägga om det svenska seriespelet till kalenderår, vår-höst. Detta gjordes genom att säsongen 1957/58 spelades som höst-vår-höst, det vill säga säsongen inleddes i slutet av sommaren 1957, och avslutades hösten 1958. Alla lag mötte varandra tre gånger i seriespelet denna säsong.
Götalandsserierna förändrades från Västra och Östra säsongen 1965 till Norra och Södra året efter.
Säsongen 1971 blev en övergångssäsong, då antalet serier minskade till tre året efter. De fem sämst placerade lagen i varje serie blev nedflyttade.
Vinnare:
| Säsong    | Norrland          | Svealand           | Östra Götaland         | Västra Götaland        | Kommentar                                                                     |
| --------- | ----------------- | ------------------ | ---------------------- | ---------------------- | ----------------------------------------------------------------------------- |
| 1955/1956 | Lycksele IF       | IK Brage           | IFK Malmö (U)          | Gais (U)               | Två lag nedflyttade i Svealand och Östra Götaland, ett lag i Västra Götaland  |
| 1956/1957 | GIF Sundsvall     | IFK Eskilstuna (U) | Motala AIF (U)         | Örgryte IS             | Tre södra serierna utökade till tolv lag, Norrland fortfarande tio            |
| 1957/1958 | Skellefteå AIK    | Hammarby IF (U)    | Landskrona BoIS        | Örgryte IS (U)         | Omläggning till vår-höst; 33 omgångar för de södra serierena, 27 för Norrland |
| 1959      | IFK Luleå         | Degerfors IF (U)   | Landskrona BoIS        | Jönköping Södra IF (U) |                                                                               |
| 1960      | IFK Luleå         | Örebro SK (U)      | IFK Kristianstad       | IF Elfsborg (U)        | Kval till Allsvenskan genom seriespel införs                                  |
| 1961      | GIF Sundsvall     | Djurgårdens IF (U) | Högadals IS (U)        | Östers IF              |                                                                               |
| 1962      | IFK Holmsund      | AIK (U)            | Landskrona BoIS        | IS Halmia (U)          |                                                                               |
| 1963      | GIF Sundsvall     | IFK Eskilstuna (U) | Östers IF              | Gais (U)               |                                                                               |
| 1964      | GIF Sundsvall (U) | Hammarby IF (U)    | Östers IF              | Halmstads BK           |                                                                               |
| 1965      | Gefle IF          | IK Brage (U)       | Grimsås IF             | Gais (U)               |                                                                               |
|           |                   |                    |                        |                        | Serieomläggning Götalandsserierna                                             |
| Säsong    | Norrland          | Svealand           | Norra Götaland         | Södra Götaland         |                                                                               |
| 1966      | IFK Holmsund (U)  | Hammarby IF (U)    | IF Saab                | Gunnarstorps IF        |                                                                               |
| v1967     | Sandvikens IF     | IK Brage           | Åtvidabergs FF (U)     | Östers IF (U)          |                                                                               |
| 1968      | Sandvikens IF     | IK Sirius (U)      | Jönköping Södra IF (U) | Landskrona BoIS        | Även Norrland utökas till tolv lag                                            |
| 1969      | Sandåkerns SK     | Hammarby IF (U)    | Örgryte IS (U)         | Hälsingborgs IF        |                                                                               |
| 1970      | IFK Luleå (U)     | Sandvikens IF      | Skövde AIK             | Landskrona BoIS (U)    |                                                                               |
| 1971      | Sandvikens IF     | IF Saab            | Gais (U)               | Halmstads BK (U)       | Omläggning till tre serier – fem lag ur vardera serie                         |

U=Uppflyttade

### 1972 – Ytterligare ett omställningsår
Även 1972 blev ytterligare ett omställningsår. De tre serierna, Norra, Mellersta och Södra, varade bara denna säsong. Antalet serier skulle reduceras till två året efter. Samtidigt utökades antalet lag i både Allsvenskan och Division II till 14 lag per serie. Av Allsvenskans 12 lag och Division II:s 3×12 lag skulle det alltså bli 14 + 2×14 lag kvar, en reducering med sex lag totalt. Detta löstes med att fyra lag blev nedflyttade från varje serie.
Vinnare:
| Säsong | Norra     | Mellersta | Södra       |
| ------ | --------- | --------- | ----------- |
| 1972   | IK Sirius | IF Saab   | IF Elfsborg |

Alla vinnare blev uppflyttade.

### 1973–1986 – Tillbaka till två serier igen
Från och med säsongen 1973 var det följaktligen återigen två serier i Division II, Norra och Södra,  dock med 14 lag per serie. Seriesegrarna blev direktkvalificerade till Allsvenskan. De tre lagen som blev placerade på 12–14 plats i respektive serie blev nedflyttade till Division III.
Inför säsongen 1982 skulle antalet lag reduceras till 12 per serie i både Allsvenskan och Division II. De två seriesegrarna fick därför kvalspela mot de lag 11–12 i Allsvenskan om uppflyttning. Förutom att tre lag blev direktnedflyttade till Division III så fick också lag 11–12 i varje serie kvalspela mot lag från Division III för att stanna kvar i Division II. Division II återgick dock till att vara två 14-lagsserier redan 1984, så 1983 åkte endast ett lag ur respektive serie.
Istället för att seriesegrarna blev direktkvalificerade till Allsvenskan så infördes ett kvalspel, där segrarna i respektive serie mötte lag två i den andra serien under perioden 1982–1985. Därefter blev seriesegrarna återigen direktkvalificerade.
| Säsong | Norra         | Södra          |
| ------ | ------------- | -------------- |
| 1973   | Brynäs IF     | Halmstads BK   |
| 1974   | GIF Sundsvall | Örgryte IS     |
| 1975   | IFK Sundsvall | Kalmar FF      |
| 1976   | BK Derby      | IFK Göteborg   |
| 1977   | Västerås SK   | Åtvidabergs FF |
| 1978   | IFK Sundsvall | IS Halmia      |
| 1979   | IK Brage      | Mjällby AIF    |
| 1980   | AIK           | Örgryte IS     |

Alla vinnare blev uppflyttade.
| Säsong | Norra                                    | Södra                                     |
| ------ | ---------------------------------------- | ----------------------------------------- |
| 1981   | 1) IFK Eskilstuna                        | 1) BK Häcken                              |
| 1982   | 1) Djurgårdens IF, 2) Gefle IF (U)       | 1) Mjällby AIF (U), 2) BK Häcken (U)      |
| 1983   | 1) IFK Norrköping (U), 2) Djurgårdens IF | 1) Kalmar FF (U), 2) IFK Malmö            |
| 1984   | 1) Örebro SK, 2) Åtvidabergs FF          | 1) Trelleborgs FF (U), 2) Mjällby AIF (U) |
| 1985   | 1) Djurgårdens IF (U), 2) Västerås SK    | 1) IF Elfsborg (U), 2) Gais               |

U=uppflyttade.
| Säsong | Norra         | Södra              |
| ------ | ------------- | ------------------ |
| 1986   | GIF Sundsvall | Västra Frölunda IF |

Alla vinnare blev uppflyttade.

### 1987 – Namnbyte till Division I
På grund av att en ny serienivå bildades mellan Division II och Division III så fick Division II byta namn till Division I inför 1987 års säsong. För fortsättningen under det nya namnet, se Division 1 i fotboll för herrar (1987-1999).